# Julio César Turbay
Julio César Turbay Ayala (Bogotá, 18 de junio de 1916-Bogotá, 13 de septiembre de 2005) fue un político y diplomático colombiano de ascendencia libanesa. Fue presidente de Colombia entre el 7 de agosto de 1978 y el 7 de agosto de 1982. Fue miembro del Partido Liberal Colombiano. 
Pese a no contar con una carrera profesional (siendo posteriormente galardonado por varias universidades), Turbay tuvo una activa vida política: fue senador y representante a la cámara por Bogotá; ministro de minas y petróleos, de relaciones exteriores o canciller de su país, y diplomático para varios Gobiernos colombianos. Fue múltiples veces director de su partido, lo que le llevó a tener un destacado papel como uno de sus militantes más importantes e influyentes.
Asumió la presidencia de Colombia sin tener un título universitario, lo que le valió diversas críticas, además sus comentarios y su aspecto físico lo hicieron blanco de chistes y burlas durante y después de su mandato. Desempeño su gobierno entre 1978 y 1982 bajo el lema «Integración social». En ese periodo la guerrilla urbana Movimiento 19 de abril (M-19) realizó algunas de sus incursiones más conocidas, lo que lo llevó a impulsar una política institucional conocida como Estatuto de Seguridad.Sin embargo combinó las propuestas de paz para el M 19 y demás grupos guerrilleros que entregaran sus armas. Gobernó durante el final de la bonanza marimbera y el comienzo del período del narcotráfico en Colombia, inauguró la televisión a color en su país, impulsó una reforma constitucional fallida en 1979, y permitió la fundación de la primera universidad castrense de Colombia: la Universidad Militar Nueva Granada.
Como expresidente, y desde la dirección de su partido, ejerció amplia influencia en sus sucesores Virgilio Barco, César Gaviria, Ernesto Samper y Álvaro Uribe. Sus posturas iniciales, rígidas y guerreristas se fueron suavizando con el tiempo (influenciado por una tragedia familiar), hasta convertirlo en un facilitador del diálogo entre los siguientes Gobiernos y los actores armados ilícitos de toda índole. Se enfrentó ideológicamente a otros sectores de su partido, entre ellos el encabezado por el expresidente Carlos Lleras Restrepo y su discípulo Luis Carlos Galán Sarmiento, a través de la facción separatista del Nuevo Liberalismo.
Es patriarca de una influyente familia de la emergente aristocracia colombiana, siendo padre del excontralor y excongresista Julio César Turbay Quintero y de la periodista Diana Turbay, fallecida en un intento de rescate de manos del Cartel de Medellín, abuelo de la periodista María Carolina Hoyos Turbay, y del político Miguel Uribe Turbay, asesinado durante un mitin en el barrio Modelia de Bogotá, en junio de 2025. Protagonizó uno de los divorcios más famosos de Colombia, en el cual el papa Juan Pablo II disolvió personalmente su unión con la ex primera dama Nydia Quintero, a raíz de la consanguinidad,  tío y sobrina..
En 2024 se reveló que el Gobierno de los Estados Unidos lo consideraba una persona sospechosa de lucrarse con los negocios del narcotráfico colombiano desde la época en que era candidato presidencial por el liberalismo, a finales de los años 70, y que el Gobierno colombiano tenía conocimiento de ello.(ver:acusaciones de narcotráfico)

## Biografía
Julio César Turbay Ayala nació en Bogotá, el domingo 18 de junio de 1916, en el hogar de inmigrantes libaneses asentados en el país décadas antes.
Realizó sus primeros estudios en la escuela de los Hermanos de Las Escuelas Cristianas, Instituto San Bernardo de la Salle, luego en la Escuela Nacional de Comercio y en el Colegio Universitario, donde terminó sus estudios de bachillerato. Pese a lo anterior, por la escasez de recursos de su familia, su educación pasó a la dirección de su hermana Hortensia y se convirtió en autodidacta.

### Trayectoria política
Turbay comenzó su carrera política afiliándose al Partido Liberal Colombiano, y obtuvo un escaño en el Concejo del entonces municipio de Usme en 1936. En 1937, con 21 años, fue nombrado alcalde de Girardot, pueblo del que era natal su madre. Se convirtió en concejal del municipio de Engativá en 1938, corporación a la que llegó junto a los también noveles (jóvenes) Alfonso López Michelsen (hijo del expresidente Alfonso López Pumarejo) y Álvaro Gómez Hurtado (hijo del exministro Laureano Gómez), siendo uno de los jóvenes apadrinados por el presidente López. Ese mismo año ingresó a la Asamblea de Cundinamarca, donde ocupó una curul hasta 1942.  
En 1943 fue elegido Representante a la Cámara por Cundinamarca, apoyando las medidas legislativas del segundo gobierno de los presidentes López, Darío Echandía y Alberto Lleras, hasta que su partido perdió el poder en las elecciones de 1946 tras la división de su partido en dos facciones, convirtiéndose en un feroz crítico del gobierno de Mariano Ospina Pérez. Curiosamente uno de sus parientes lejanos, Gabriel Turbay, fue quien perdió las elecciones contra los conservadores ese año.

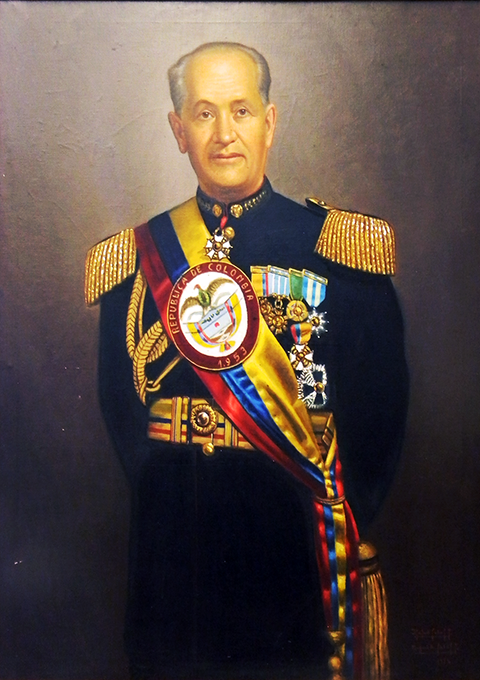

Para 1949, cuando el presidente Ospina ordenó el cierre del Congreso por los sucesos de El Bogotazo, Turbay ya había presidido en dos oportunidades la Cámara de Representantes. Como líder de la oposición a los gobiernos conservadores, Turbay fundó y dirigió personalmente el radioperiódico Democracia, uno de los pocos de su estilo en Colombia, desde el cual hizo oposición a los gobiernos conservadores y luego a la dictadura militar. Hizo parte de la Dirección Nacional del Liberalismo en 1953.

### Ministros de Petróleos (1957-1958)
Luego de la dictadura del general Rojas, y tras el ascenso de la Junta Militar, Turbay fue designado ministro de Minas y Petróleos en 1957. Pese a que su función principal estaba limitada a la actividad petrolera, revisando los contratos estatales suscritos por el gobierno y modernizando la industria energética de su país, también dedicó sus esfuerzos en el regreso de la democracia, colaborando con la implantación del Frente Nacional como mecanismo de alternación política y pacificación de la sociedad.

### Cargos diplomáticos
En 1958, durante el segundo gobierno de Alberto Lleras Camargo, fue nombrado ministro de Relaciones Exteriores o Canciller, cargo que ejerció hasta el 1 de julio de 1961. Turbay se reunió con el ministro de relaciones exteriores de Venezuela, Ignacio Luis Arcaya, para las negociaciones del Tratado de Tonchalá en 1959. En 1961 renunció a la cancillería y comenzó a defender la campaña presidencial de Guillermo León Valencia, quien fue elegido presidente de Colombia en 1962.  Turbay buscaba defender la legitimidad del liberalismo que venía siendo cuestionado desde 1958 por su antiguo compañero, Alfonso López Michelsen a través del MRL.

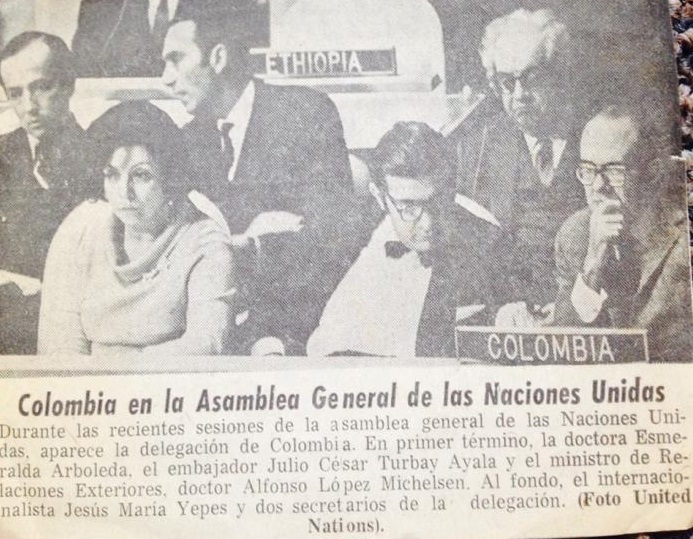
Turbay, el entonces canciller Alfonso López Michelsen, y Esmeralda Arboleda en una reunión de la ONU, a finales de los años 60.

Conocido defensor del Frente Nacional, fue elegido senador sucesivamente entre los períodos 1962-1966, 1966-1970, 1970-1974 y 1974-1978. En 1967 fue nombrado Designado a la Presidencia y ejerció el poder ejecutivo durante unos días por la ausencia del presidente Carlos Lleras Restrepo, quien viajó a Estados Unidos para la Segunda Conferencia de Presidentes de América. 
Lleras también lo nombró como embajador ante la Organización de las Naciones Unidas (ONU), de 1967 a 1969, siendo uno de sus logros más sobresalientes el restablecimiento de las relaciones diplomáticas de Colombia con la Unión Soviética, que estaban suspendidas desde 1948 por instigación de Estados Unidos.
De regreso a Colombia en 1969, Turbay se puso al frente de la campaña del exembajador en Estados Unidos, Misael Pastrana Borrero, quien terminó siendo elegido presidente en 1970, no exento de acusaciones de fraude contra el expresidente Rojas Pinilla. En 1973, el presidente Pastrana lo nombró embajador ante el Reino Unido, hasta el 15 de enero de 1975.

### Elecciones de 1974

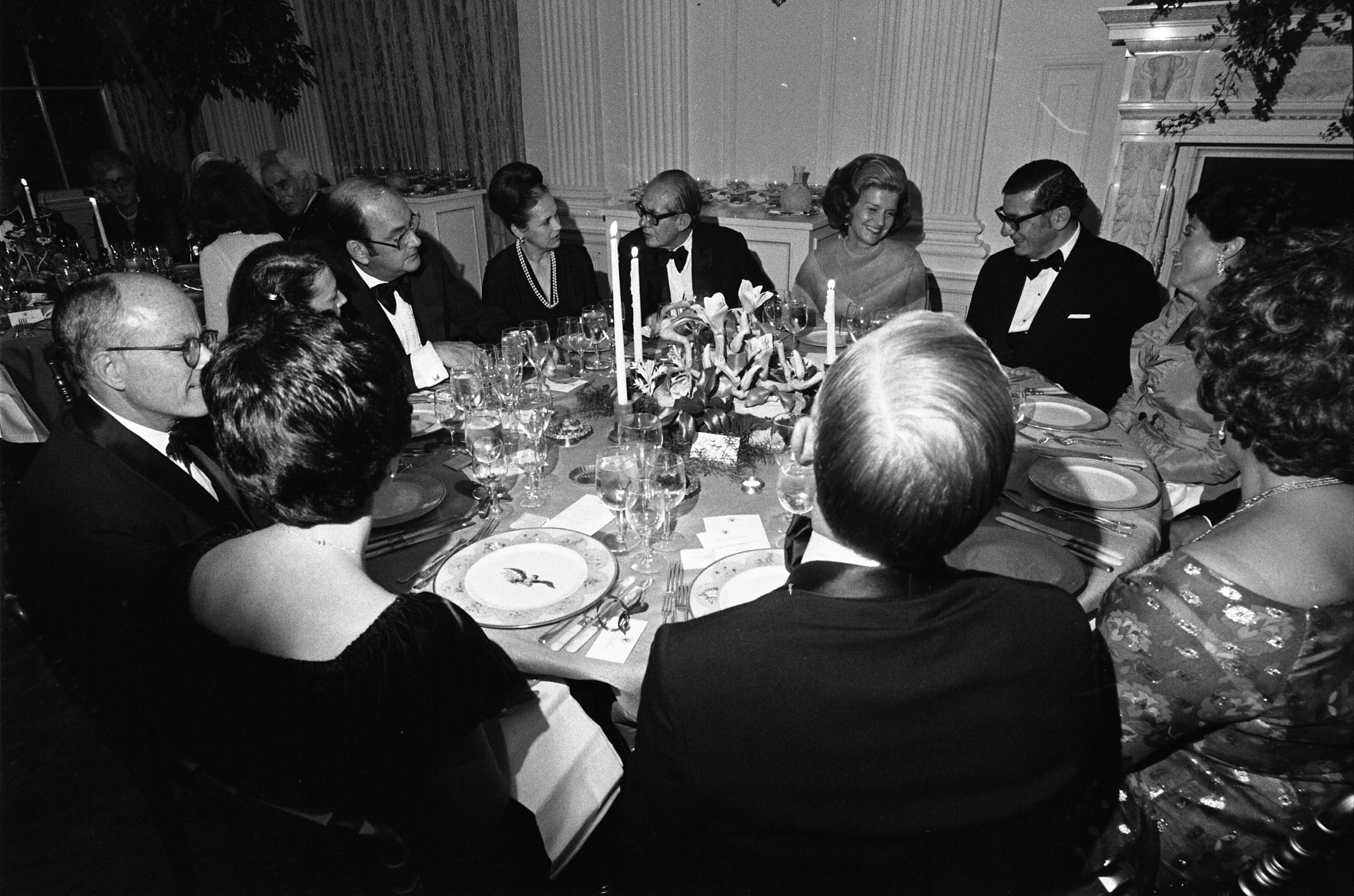
Turbay asistiendo a una cena ofrecida por la primera dama estadounidense Betty Ford, con López como presidente de Colombia.

Pese a estar ejerciendo como embajador en Londres, Turbay ya era considerado como uno de los tres posibles aspirantes presidenciales del liberalismo, junto al expresidente Lleras Restrepo y a Alfonso López Michelsen. Turbay, viéndose en desventaja, y tras el traspié del expresidente Lleras, apoyó a López, quien ganó la designación y a la postre las elecciones presidenciales, viéndose enfrentado a los hijos de dos rivales históricos: Álvaro Gómez, hijo del expresidente Laureano, y María Eugenia Rojas, hija del expresidente Rojas.
El día de la posesión de López, el 7 de agosto de 1974, Turbay, que fungía como presidente del Senado, impuso la banda presidencial, y tomó el juramento del nuevo presidente. Ese año fue nombrado nuevamente director de su partido, De regreso en Londres, ejerció como embajador hasta enero del siguiente año. Luego regresó a Colombia y ejerció la presidencia temporalmente dos ocasiones durante viajes de López a Centroamérica y el 29 de abril de 1975, el presidente López Michelsen lo nombró embajador ante los Estados Unidos, hasta el 18 de agosto de 1976.

### Precandidatura y Consenso de San Carlos

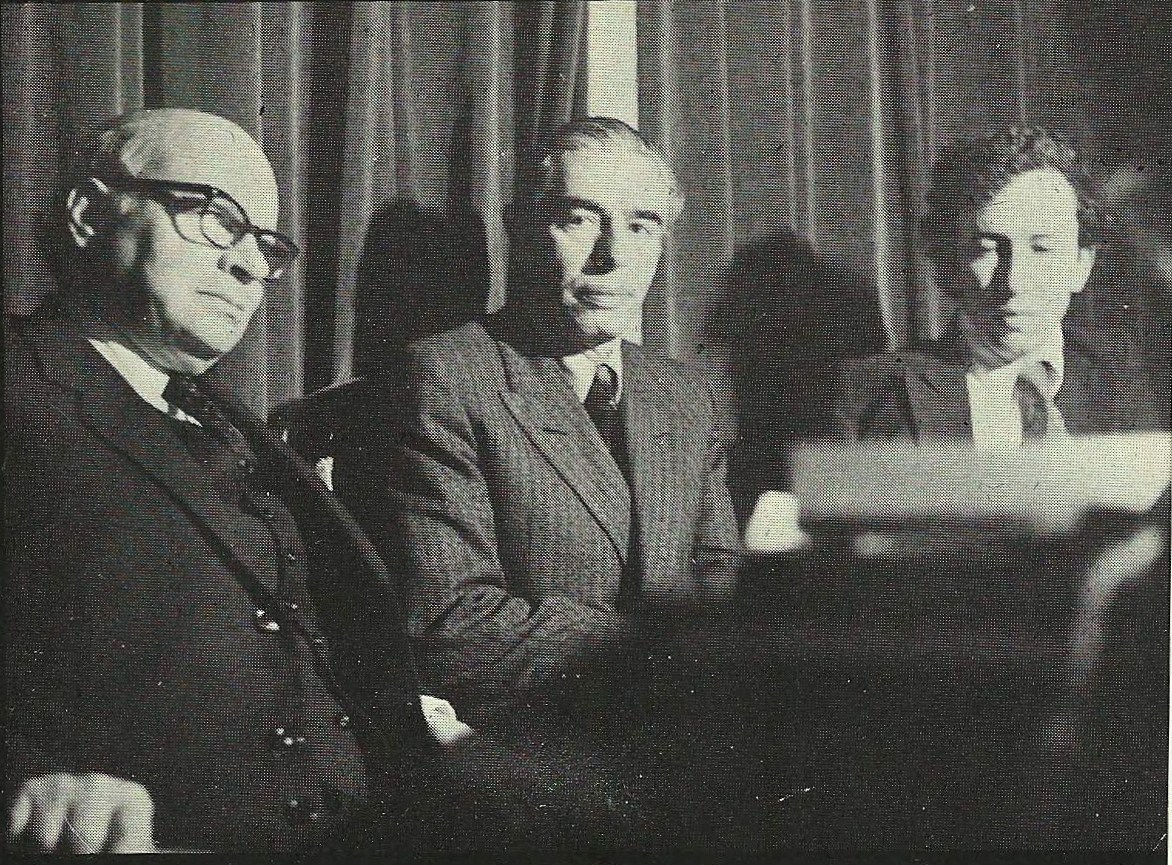
Lleras en los años 70.

En 1977, Turbay, siendo senador de la república, anunció su campaña para aspirar a la presidencia en 1978 con el lema  "El candidato de las mayorías liberales". De inmediato, ante las aspiraciones de reelección del expresidente Lleras (quien aún era recordado como un buen presidente y gozaba de ampliar popularidad entre la población), el liberalismo se volcó en apoyar la candidatura de Turbay. Sin embargo, el partido atravesaba un momento de impopularidad a raíz del paro nacional de 1977 y el desastre económico causado por la inflación.
La "gran prensa" apoyó abiertamente la candidatura de Lleras (la gran prensa era el conglomerado en el que el propio Turbay encasillaba a El Tiempo y El Espectador). También tuvo que enfrentar la mala imagen que le dejó un informe del programa estadounidense 60 Minutes, el cual lo vinculaba con el narcotráfico, a pesar de que la propia embajada americana rechazó las declaraciones públicamente. En contraste, Turbay recibió el apoyo de la teleprensa, el gremio cafetero y las mayorías sociales del liberalismo.  A pesar de la derrota, Lleras, por medio Luis Carlos Galán (de quien era mentor), representó una fuerte oposición al gobierno Turbay, quien fundó el partido Nuevo Liberalismo, clave durante la siguiente década.
Antes de iniciar su campaña, y viendo que al interior de su partido se lanzaron las candidaturas de Lleras y del líder regional Carlos Holmes Trujillo Miranda, Turbay, quien no quiso dividir el partido aceptando ser candidato de las mayorías, acordó con sus copartidarios, mediante el Consenso de San Carlos, que el resultado de las elecciones legislativas del 28 de febrero determinaría el candidato a la presidencia. En marzo, cumpliendo con el acuerdo, y tras el éxito de la lista de congresistas apoyados por Turbay, éste fue proclamado candidato único a la presidencia, quien ganó en todo el país, menos en Bogotá, donde lo hizo Lleras.

### Candidatura presidencial (1978)

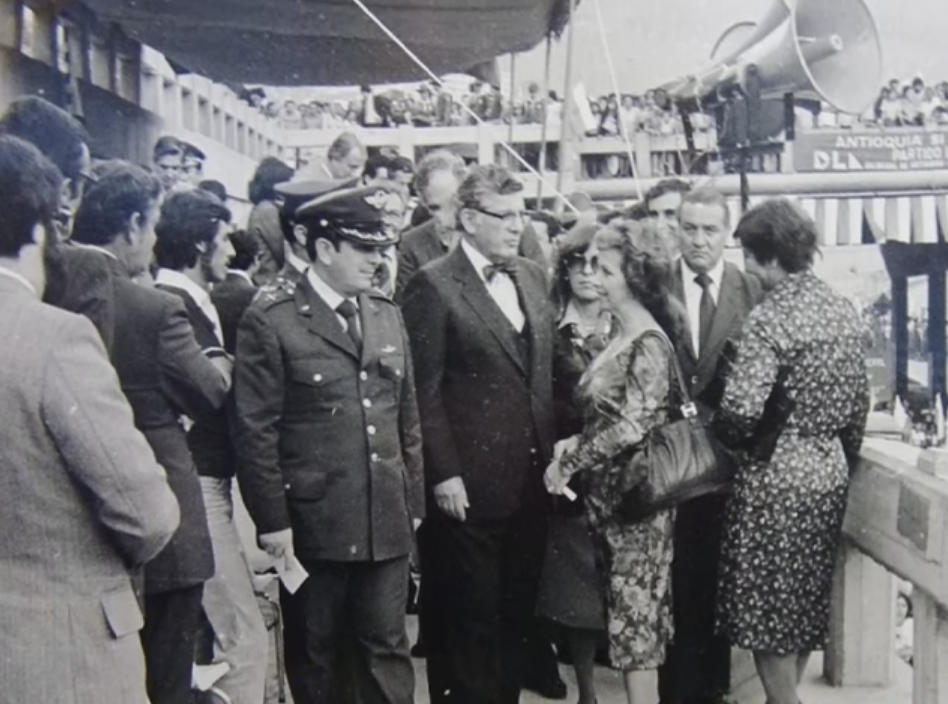
Turbay y la mentalista Regina 11 en 1978.

Turbay se enfrentó al conservador Belisario Betancur, apoyado también por la ANAPO, disidentes liberales y los cristianos demócratas colombianos. Menos importantes resultaron las campañas del izquierdista Julio César Pernía, apoyado por anapistas disidentes y los comunistas; Jaime Piedrahíta Cardona de la coalición obrera y el Partido Socialista de los Trabajadores; y el ex comandante del Ejército Nacional, Álvaro Valencia Tovar. 
Turbay prometió en campaña mano dura contra la insurgencia y medidas que evitaran los disturbios que paralizaron al país el año anterior durante el paro cívico. Así mismo recibió el respaldo de otros sectores de la población, como la influente mística Regina 11, quien raíz de varios escándalos anteriores relacionados con sus actividades místicas, incluyendo el veto de su exitoso programa radial por parte del mismísimo presidente López, convocó a sus seguidores para que apoyaran a Turbay, ya que éste le prometió levantar el veto. Turbay siguió siendo amigo personal de Regina 11 por varios años.
Finalmente Turbay derrotó a Betancur en una reñida campaña política, en la que, en comparación a la campaña anterior, el participación fue menor, pese a que los liberales iniciaron una campaña mediática para convencer a sus electores que la victoria no estaba garantizada y requerían su activa participación. El reñido margen de victoria de Turbay encendió las alarmas en sus copartidarios, pues la participación ciudadana descendió considerablemente, por lo que Turbay llegaba al poder con un país polarizado, pero con las mayorías en el Congreso.

## Presidencia (1978-1982)

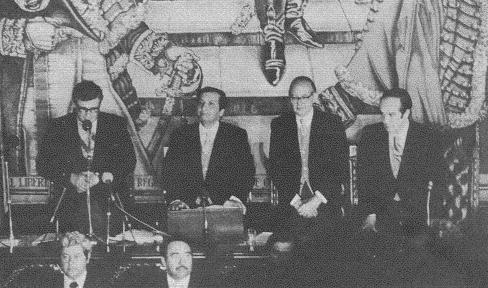
Turbay tomando posesión de la presidencia en el Capitolio de Colombia junto al saliente presidente López, 7 de agosto de 1978.

Turbay asumió la presidencia sin título de educación superior, hecho que le valió numerosas críticas durante toda su carrera política. Más tarde, la Universidad Libre, la Universidad Jorge Tadeo Lozano, y la Universidad del Rosario, le confirieron el doctorado Honoris Causa en Derecho y Ciencias Sociales. Días antes de su posesión, el 21 de julio de 1978, fue condecorado por el saliente presidente López Michelsen con la Cruz de Boyacá, en una ceremonia donde estuvieron presentes la saliente y entrante primeras damas de la nación. 
El período presidencial de Turbay Ayala coincidió con el crecimiento de la guerrilla del Movimiento 19 de abril (M-19); así como con el surgimiento de la violencia y el secuestro relacionados con las estrategias  de financiación de la guerrilla y/o el tráfico ilícito de drogas. El ataque que libró contra la insurgencia llevó a numerosos atropellos a los derechos humanos, pero les ofreció la posibilidad de la paz sin armas; (Véase libro de Laura Restrepo. Historia de un entusiasmo. Bogotá: Aguilar, 2005).  
Así mismo permitió que el narcotráfico creciera sin control ante la falta de acción del estado colombiano. 

### Medidas económicas
Su gobierno enfatizó la producción, la seguridad y el empleo, con avances significativos en infraestructura, particularmente en el sector eléctrico. Sin embargo, sus políticas económicas no fueron exitosas: los precios del café cayeron, en tanto que la inflación y la deuda exterior aumentaron, mientras que el empleo solo creció en el sector informal. 

### Seguridad y conflicto armado interno

#### Estatuto de Seguridad
Se destacó durante su mandato por el polémico Estatuto de Seguridad, convocado para contrarrestar los diferentes movimientos rebeldes surgidos en la década anterior. Se llevaron a cabo torturas, desapariciones forzadas y otras violaciones a los derechos humanos, que provocaron el exilio de numerosos intelectuales, entre ellos el escritor Gabriel García Márquez. Se limitaron las libertades de expresión y movilización, se amplió el marco del Código Penal Militar sobre los civiles y se consagró la violación del habeas corpus.
Fue desempolvado el artículo 28 de la Constitución de Colombia de 1886, que permitía la detención hasta por 10 días de personas sospechosas de alterar el orden público. Además, tales recursos jurídicos facilitaron los excesos de la fuerza pública, al permitirles realizar detenciones arbitrarias y prolongadas, interrogatorios con torturas y procesos militares sin garantías de defensa. Se presentaron violaciones a los Derechos Humanos, una ofensiva contra los sindicatos y las centrales obreras. También son célebres sus afirmacionesː "En Colombia no existe ni un preso político". El único preso político en Colombia soy yo.

#### Guerra contra el M-19

Bandera del M-19

En el año nuevo de 1979, el M-19 realizó el Robo de armas del Cantón Norte en Bogotá y robaron 5000 armas. La operación fue bautizada como Ballena Azul. Los guerrilleros alquilaron una vivienda cercana al batallón, y durante varios meses cavaron un túnel desde el barrio Miranda hasta la bodega dentro del Cantón Norte de Bogotá. El 31 de diciembre de 1978 desocuparon la bodega militar, dejando grafitis en las paredes atribuyéndose el hecho. El Ejército Nacional burlado, en represalia desarticula las redes de militantes del M-19, los lleva a prisión, y recupera parte del arsenal perdido. 
En febrero de 1980, el M-19 realiza la toma de la embajada de la República Dominicana y secuestró a 15 diplomáticos: 67 días después, tras las negociaciones con los rebeldes, estos viajaron a Cuba con algunos de los rehenes y allí los liberaron, dando fin a la toma. Se dijo después que se había pagado a los secuestradores por la liberación de los rehenes, versión que el gobierno negó. Parte de la opinión pública manifestaba su aprobación a las propuestas de acuerdo nacional de los miembros del M-19 desde la cárcel. El M-19 realiza la fallida invasión por la Costa Pacífica con una columna de 150 hombres, detenida por la Operación Córdoba de las FF.MM. El M-19, el 11 de marzo de 1981 se toma Mocoa (Putumayo).
El M-19 en agosto toma Belén de los Andaquíes y atacó con disparos de mortero la Casa de Nariño el 20 de julio de 1981. El presidente conformó en septiembre de 1981 una Comisión Nacional de paz, integrada por 9 miembros y encabezada por Carlos Lleras Restrepo, que fracasó en el diálogo con los insurgentes. El 20 de octubre de 1981, el M-19 secuestró un avión de Aeropesca en Medellín, lo cargaron con armas en La Guajira y finalmente lo hicieron acuatizar en el río Orteguaza (Caquetá). El 15 de noviembre, se presentó el hundimiento de El Karina (embarcación del M-19) por la Armada Nacional, cuando pretendía ingresar armas por la costa pacífica.
La Comisión Nacional de Paz continuó con sus labores y propuso una amnistía, expedida por el Decreto ley 474 de 1982  y Turbay Ayalarecibió una nueva negativa como respuesta. De igual forma se reorganizan el ELN, el EPL y el crecimiento de las FARC-EP que pasan de 6 frentes en 1978 a 27 en 1982 que realizan el Ataque a Puerto Crevo (Meta) el 18 de agosto de 1980, (la denominada Operación Cisne Tres por la subversión) fue el primero en el que una unidad completa de las Fuerzas Militares es reducida por la guerrilla.

#### Narcotráfico y paramilitarismo

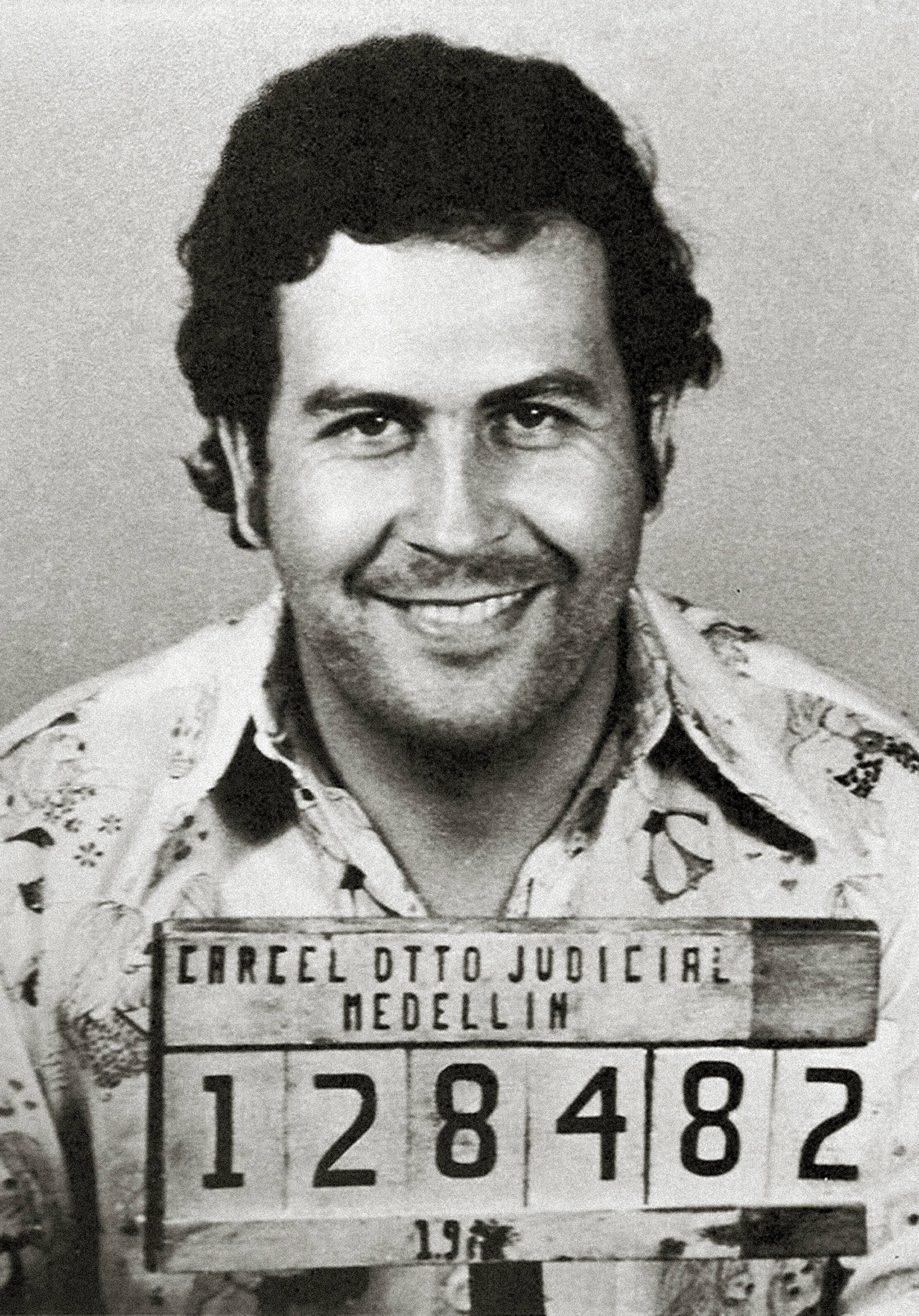
Escobar en 1977

Durante su gobierno el narcotráfico tuvo una rápida transformación y se empezó a hacer evidente su  poder e influencia en la sociedad. Un año antes de asumir la presidencia los capos de Medellín se unieron para crear lo que llamó la DEA en 1983 Cartel de Medellín. La falta de acción de su gobierno permitió el crecimiento del tráfico de cocaína, influenciado por el fin de la llamada bonanza marimbera. Algunos estudiosos indican que ésta negligencia se dio por la obsesión del gobierno de erradicar a la guerrilla, además de los sobornos recibidos por las autoridades y políticos.
Las presiones ejercidas por el gobierno de Jimmy Carter y las acusaciones de complicidad con el narcotráfico llevaron a Turbay a iniciar la persecución de los cultivos ilícitos. Realizaron la Operación Fulminante contra la Bonanza Marimbera. El 14 de septiembre de 1979, ambos gobiernos firmaron el primer tratado de extradición de la historia de Colombia. Fue ratificado a inicios de 1980 aunque no llevó la firma del presidente, lo que llevó a su invalidez en 1986.
En 1981 el Cartel de Medellín entre otros crearon el  MAS, Muerte a Secuestradores , primer grupo narcoparamilitar de Colombia. La organización de las autodefensas paramilitares con apoyo de las Fuerzas Militares como en el Magdalena Medio, donde nació la Asociación Campesina de Ganaderos y Agricultores del Magdalena Medio (ACDEGAM). la Alianza Americana Anticomunista (AAA).

### Sociedad

#### Televisión a color
Dentro de sus obras se destacan la instauración de la televisión en color, el sábado 1 de diciembre de 1979, pese a que la primera vez que se vio una señal a color en Colombia fue el 13 de junio de 1974, durante el Mundial de Alemania Federal, en el enfrentamiento entre Brasil y Yugoslavia (0-0). La primera transmisión se hizo a las afueras de la sede del Instituto Nacional de Radio y Televisión (Inravisión), y si bien iba dirigido a 25 millones de hogares colombianos, el servicio fue llegando gradualmente pues no toda la población contaba con los televisores adecuados para ello, y los que los poseían de años atrás eran personas con altos recursos económicos.
La transmisión mostró al presidente Turbay, y su ministro de José Manuel Arias Carrizosa, junto con imágenes de la Casa de Nariño y de la geografía colombiano, fue la programación especial para ese día. Asimismo Turbay se convirtió en el primer presidente en hacer una alocución presidencial televisada a color, a través del Canal 7 (frecuencia de la Primera Cadena de Inravisión), quien realizó la primera transmisión de este tipo.

#### Otras obras
También presentó el Plan de Integración Nacional, en el que la infraestructura, tuvo un impulso muy significativo. En 1979 también presentó un proyecto de reforma a la constitución de 1886, donde se buscaba modificar el sistema judicial y el funcionamiento del Congreso, pero la Corte Suprema de Justicia colombiana lo declaró inexequible (contrario a la constitución y por tanto ilegal), en 1981. 

Bandera de la UMNG

Su entonces esposa, y sobrina, y primera dama Nydia Quintero Turbay de Turbay Ayala tenía desde 1975 una fundación sin ánimo de lucro conocida como Solidaridad por Colombia, que bajo su mandato se hizo muy popular gracias a las caminatas que realizaba junto con artistas invitados y estrellas internacionales por las calles de Bogotá. Pese al apoyo social y el prestigio de que su directora fuera la primera dama, Turbay directamente no participó en la fundación. 
Turbay creó la Universidad Militar Nueva Granada, institución pública especial días antes de entregar el poder, y que en un principio iba encaminada a la profesionalización de los miembros de la fuerza pública.

### Relaciones exteriores
En términos de política exterior el país se movió hacia la derecha, mostrándose como un aliado de los Estados Unidos, primero con el presidente Jimmy Carter, y luego con su sucesor, Ronald Reagan; este último fue quien empezó a exigir resultados al gobierno colombiano sobre el control del tráfico de drogas. Pese a esa presión, Turbay alineó al país en torno a la política conservadora de Reagan, lo que le causó problemas con las naciones vecinas de América. También se enfrentó, en 1980, con los contra nicaragüenses, reclamando derechos territoriales sobre zonas marítimas en disputa.
Turbay también se involucró con el Reino Unido, apoyando la causa británica durante la guerra de las Malvinas, posición que aisló al país respecto a las demás naciones latinoamericanas, que estaban decididamente del lado de la dictadura argentina. La polémica no paró allí, ya que bajo la administración de Turbay, Colombia cortó relaciones diplomáticas con Cuba, debido al apoyo de Fidel Castro a las guerrillas colombianas, y en abierta complacencia con los Estados Unidos, hecho irónico, ya que Turbay fue el embajador colombiano que restableció relaciones diplomáticas con la Unión Soviética en 1968.

### Controversias
Turbay fue objeto de numerosos chistes e imitaciones humorísticas debido a su voz nasal y a su costumbre de usar corbatines, que recuperó del padre de su antecesor, y uno de sus mentores, Alfonso López Pumarejo. También por su aparente quietud y su falta de coherencia a la hora de responder a la prensa. La mala fama que lo acompañaba también trascendió fronteras, ya que la CIA, en documentos desclasificados, informaba que por su ascendencia libanesa (le llamaban "El Turco") y su falta de educación universitaria no era tomado en serio entre las élites colombianas.
Aún se le recuerda como uno de los presidentes más impopulares que ha tenido Colombia, en particular, dada su tácita aceptación de que un gobierno al parecer "requiere" de un cierto nivel de ilegalidad para poder funcionar, y/o, de que el botín burocrático en las entidades oficiales es una especie de "mal necesario". Así mismo, es particularmente conocida la desafortunada promesa que hizo en su campañaː "Reduciré la corrupción hasta sus justas proporciones", en la que supuestamente estaba decidido a convivir con la corrupción.

## Acusaciones de narcotráfico

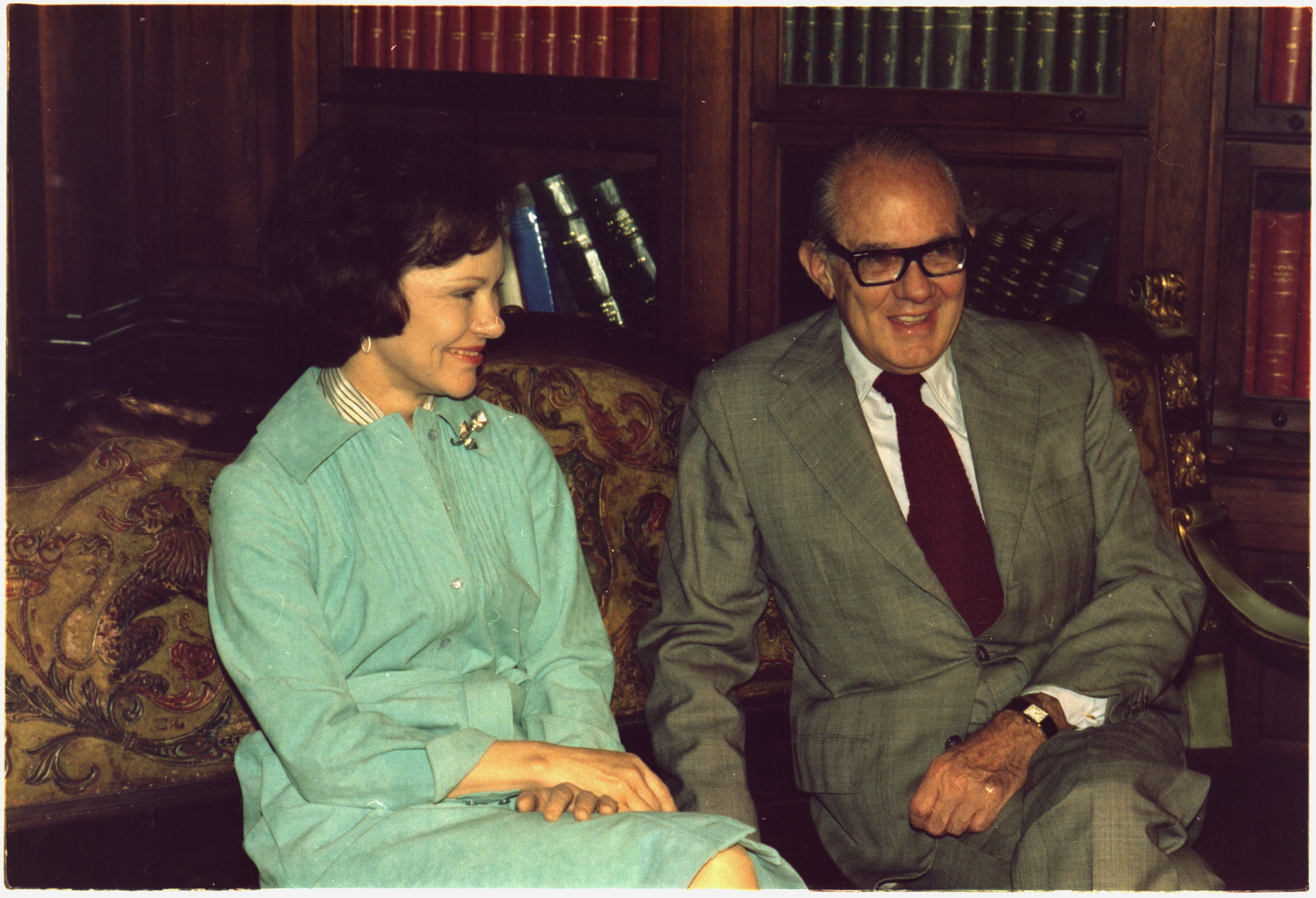
Registro de la reunión entre Rosalynn Carter y Alfonso López en 1977 donde privadamente la primera dama informó sobre la existencia de «serias acusaciones» sobre narcotráfico que terminaron implicando a Turbay.

En abril de 2024, el nombre de Turbay apareció como «vinculado a actividades de narcotráfico» en una lista negra elaborada durante el gobierno de Jimmy Carter en los Estados Unidos en 1977 y que fue revelada por Archivo de Seguridad Nacional de los archivos secretos desclasificados del gobierno estadounidense. El nombre de Turbay aparece junto con otros políticos incluidos altos miembros del entonces gobierno de Alfonso López Michelsen. 
Esto había sido inicialmente dado a conocer por la primera dama Rosalynn Carter en 1977 en reunión privada con el presidente López, Carter fue enviada para persuadir al gobierno colombiano del conocimiento de los Estado Unidos de la corrupción relacionada con el narcotráfico dentro del gobierno López, y alentó a este a reunirse con agentes antinarcóticos que días más tarde le revelarían un listado de líderes políticos como el entonces candidato presidencial y posteriormente presidente Julio César Turbay, además de funcionarios de su gobierno y de las fuerzas armadas, y condicionando la ayuda de ese país en temas de lucha contra las drogas, particularmente de tres helicópteros que el gobierno colombiano solicitaba para interceptar el tráfico de drogas y que el gobierno estadounidense temía que se utilizaran para transportarlas. Los funcionarios estaban ligados a diferentes redes de narcotráfico, incluida la que fue liderada por Griselda Blanco.
En el memorado de inteligencia, Peter Bourne, director de la oficina para las políticas de abuso de droga, se refería a Turbay como el más relevante político colombiano que estaría lucrándose con el tráfico de cocaína según tres fuentes de la DEA, al parecer por medio de las actividades ilícitas de su sobrino Aníbal Turbay Bernal. Bourne se refería al caso de Turbay Ayala como «particularmente perturbador» a largo plazo, ya que era el más probable futuro presidente del país.

## Post gobierno

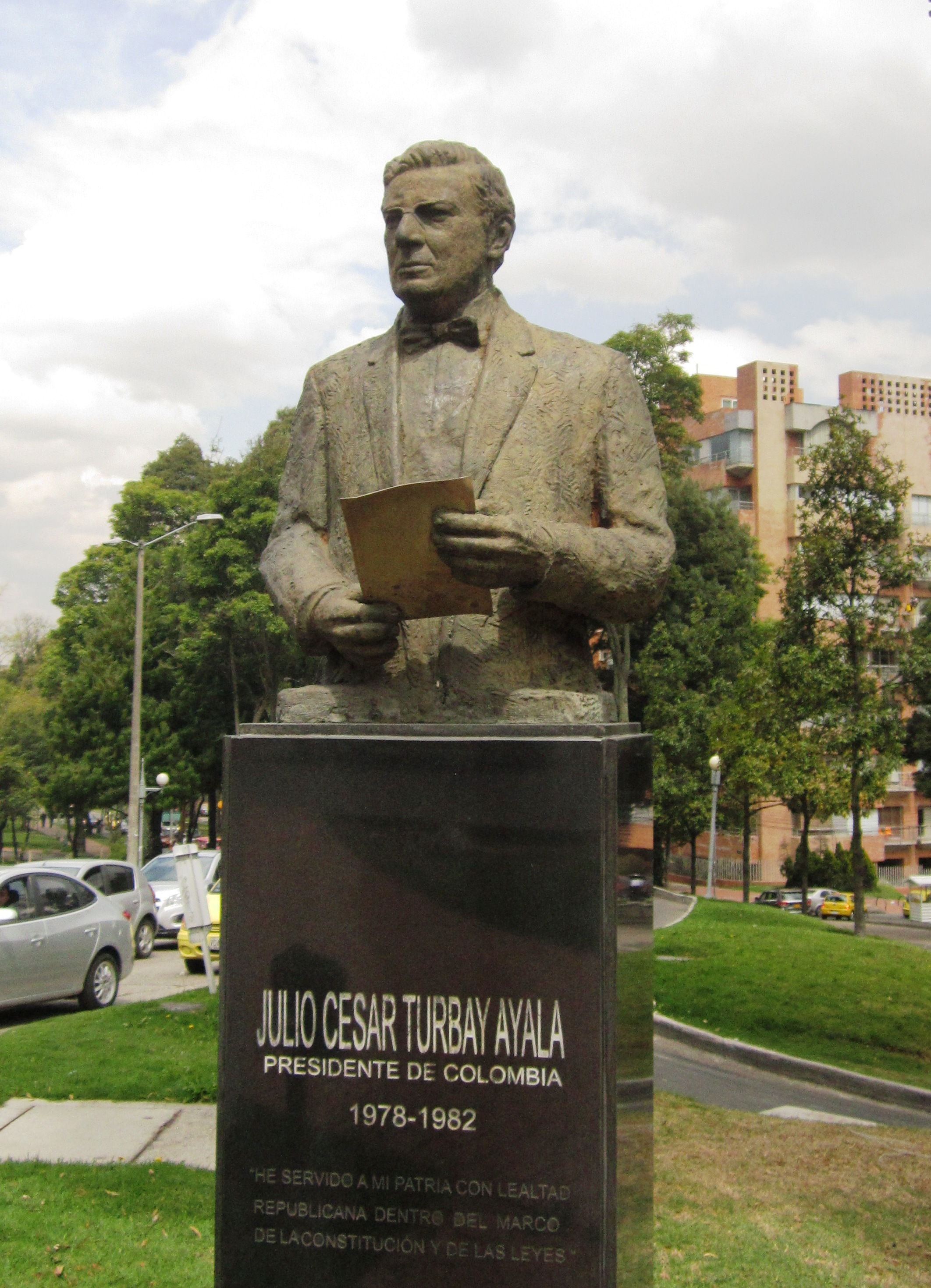
Busto de Turbay en la calle 94, al norte de Bogotá.

Su gobierno llegó a ser tan impopular que el expresidente Alfonso López Michelsen (quien aspiraba a un segundo mandato en 1982), fue vencido por el conservador Belisario Betancur, anterior rival de Turbay en la contienda de 1978. Pese a ese revés, Turbay siguió siendo una fuerte autoridad en su partido, llegando, incluso, a ser considerado uno de los expresidente más poderosos de su momento, junto al conservador Misael Pastrana.
En 1985 apoyó la candidatura de su copartidario Virgilio Barco, quien venció en las elecciones al disidente liberal Luis Carlos Galán (apoyado por el expresidente liberal Carlos Lleras Restrepo), y el conservador Álvaro Gómez Hurtado. Los problemas de salud de Barco, su diagnóstico de alzheimer, su avanzada edad y la decisión de marginar a los conservadores del poder llevó al nuevo presidente a ser blanco de todo tipo de críticas, que incluso daban a entender que Turbay Ayala, junto a Germán Montoya Vélez, eran quienes tomaban las decisiones en el gobierno.
Fue embajador ante la Santa Sede entre 1987 a 1989 por encargo del presidente  Virgilio Barco, en tono irónico ya que logró que su matrimonio católico con su sobrina Nydia Quintero Turbay de Turbay Ayala fuera anulado en 1983; y embajador ante Italia, por encargo del presidente César Gaviria. Ambas misiones diplomáticas fueron interrumpidas al ser llamado por el Partido Liberal para ser su Director Nacional, en el marco de las elecciones presidenciales de 1990 y 1994, para apoyar las campañas de Luis Carlos Galán (quien fue asesinado en 1989 y con quien había acordado una reunificación para 1990), y luego la de César Gaviria y Ernesto Samper, ambos electos presidentes.
Pese a que en el pasado había sido perseguidor del M-19, en 1990 se vinculó a los diálogos de paz que el gobierno Barco adelantó con la insurgencia, derivando en el acuerdo de paz de marzo de 1990, que le permitió a Carlos Pizarro Leongómez postularse como candidato presidencial, candidatura que se frustró tras el asesinato de Pizarro en un avión, en abril de 1990. De hecho Turbay fue artífice de un acuerdo entre los precandidatos y el M-19, con el fin de que el proceso no se fuera para atrás cuando Barco dejara el poder, y llegó a decirː

"Si el M-19 hizo la guerra en serio, también puede hacer la paz en serio"
Julio César Turbay, 1990

Su hija y mano derecha, la periodista Diana Turbay, fue secuestrada el 30 de agosto de 1990 por parte del grupo de Los Extraditables, quienes querían presionar con ello al gobierno del presidente Gaviria para eliminar los acuerdos de extradición con los Estados Unidos. Turbay escribió una carta al presidente Gaviria pidiendo que no se buscara un rescate de su hija por la vía de la fuerza. A pesar de ello y de otra multitud de peticiones en el mismo sentido por otros miembros de su familia, el Ejército Nacional hizo una operación de rescate entre las poblaciones de Copacabana y Guarne en Antioquia, en medio del cual Diana recibió un impacto de bala que acabó con su vida el 25 de enero de 1991. Turbay Ayala nunca se quejó públicamente por el hecho. 

#### Últimos años y muerte

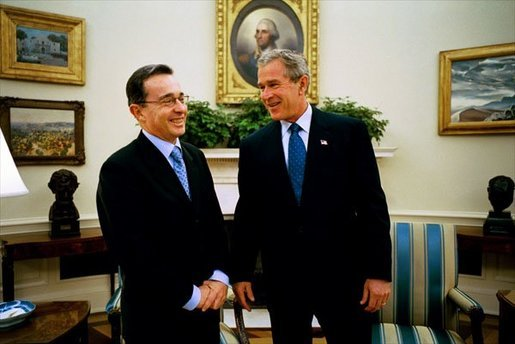
Uribe y Bush en Washington, 2003.

Cansado de los gobiernos liberales y ante el fracaso de los diálogos de paz entre el gobierno de Pastrana y la guerrilla de las FARC, Turbay se adhirió a la candidatura presidencial del exgobernador de Antioquia, Álvaro Uribe Vélez en 2002, quien fundó el Movimiento Patria Nueva, donde aglomeró a todos los liberales disidentes que apoyaban el proyecto de transformaciones y seguridad uribista.
Hasta el momento de su muerte, Turbay Ayala apoyó el gobierno de  Álvaro Uribe. En contraste con sus rígidas posturas como presidente, durante sus últimos años de vida fue reconocido como un hombre pacifista, conciliador y , a veces,mediador.
Julio César Turbay falleció en Bogotá, el 13 de septiembre de 2005 víctima de un paro cardiorespiratorio, a los 89 años. Sus honras fúnebres se hicieron con los honores que le corresponden a un jefe de Estado y fueron encabezadas por el entonces presidente Álvaro Uribe Vélez.

## Vida privada

### Familia

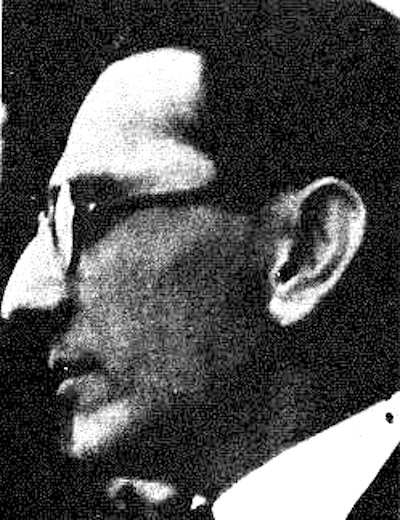
Su primo Gabriel Turbay como candidato a la presidencia, en 1946.

Julio César Turbay era hijo de inmigrantes libaneses, por lo que era llamado erróneamente El Turco. Su padre era el sheik Antonio Amín Turbay, un noble cristiano, natural de Tanaoure, Líbano, quien llegó a Colombia en 1880, donde se instaló en Cartagena, para luego trasladarse a Bogotá, donde se casó en 1903 con la colombiana Rosaura Ayala. La pareja tuvo  como hijos a Aníbal, Adhalia y Hortensia Turbay Ayala y otros cuatro hijos más.  Durante su estancia en Cartagena, se hizo amigo personal del entonces presidente Rafael Núñez.  
Julio César Turbay era primo lejano del político y militar libanés José Antonio Turbay, también natural Tanaourin, quien emigró a Colombia a comienzos del siglo XX para refugiarse de la persecución del Imperio Otomano. Otros de sus primos que hicieron familia en Colombia en otros lugares del país fueron el médico nacido en Bucaramanga, Gabriel Turbay Abunader (excandidato a la presidencia en 1946), y Luis Hernando Turbay Turbay, nacido en Florencia, Caquetá, y cuya familia fue exterminada por las FARC a finales de los años 90. 

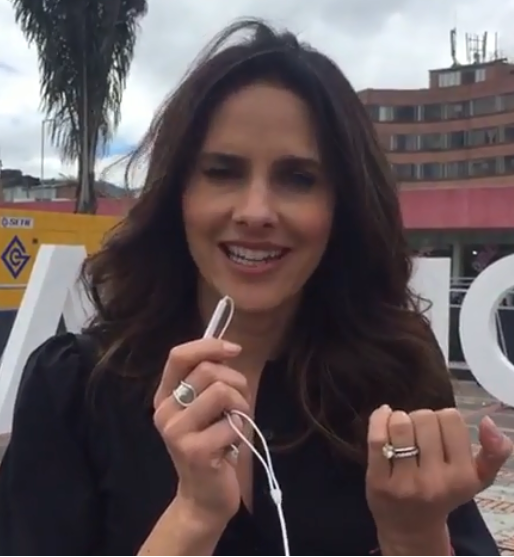
Su sobrina nieta, Paola Turbay.

Su hermana Hortensia fue su tutora cuando terminó el bachillerato, ya que no pudo seguir estudiando por falta de recursos. Su hermano mayor, Aníbal, fue notario y abogado. y su sobrino, Aníbal Turbay Bernal, se casó con Florencia Borrero y tuvieron dos hijos: Juan Pablo y Adriana. Tras divorciarse, Florencia se casó con Carlos Ardila Lülle, y Aníbal se comprometió con la periodista y presentadora de televisión Virginia Vallejo. En 1982, el representante a la Cámara, Pablo Escobar, los invitó a conocer el zoológico de la Hacienda Nápoles, con los niños de Turbay, Juan Pablo y Adrana, ahora hijastros del magnate de RCN y Postobón. Seis meses después, en enero de 1983, Virginia terminó el compromiso con Aníbal  Turbay e inició una relación con Pablo Escobar.
Una sobrina nieta suya, Paola Turbay (sobrina de Aníbal), graduada como psicóloga, es periodista, actriz y presentadora. Fue Señorita Colombia en 1991 y primera finalista en Miss Universo 1992. Es la directora del festival de cine independiente IndieBo.
Está también emparentado con el político y excongresista Jorge Gechem Turbay, secuestrado por las FARC-EP en el 2002 y liberado en el 2008.

### Matrimonios y descendencia

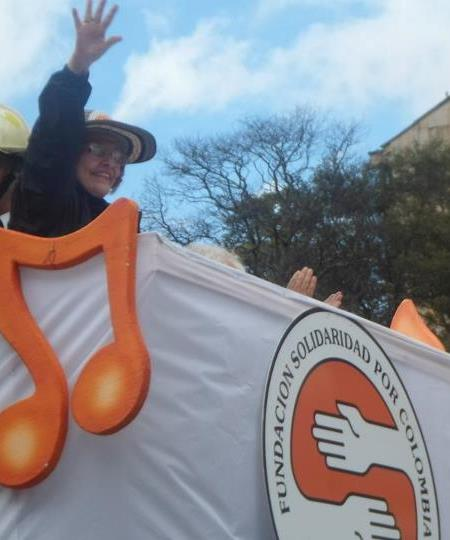
Su exesposa y sobrina, Nydia Quintero de Balcázar.

Turbay contrajo matrimonio en dos ocasiones. Su primera esposa Nydia Quintero era su sobrina, ya que era hija de su hermana Adhalía Turbay Ayala. Estaban casados desde 1948, cuando Turbay tenía 32 años y Nydia apenas 16. Por motivos personales la pareja decidió poner fin a su matrimonio cuando Turbay aún estaba en el poder. La disolución del matrimonio católico llegó en 1983, dado el carácter incestuoso de la misma, un año después de entregar el gobierno al conservador Belisario Betancur. Los abogados de la pareja lograron que el Papa Juan Pablo II declarara disuelto el matrimonio por la consanguinidad de ambos.

Su nieto, Miguel Uribe Turbay.

Posteriormente Turbay se casó con la escritora Amparo Canal Sandoval, sobrina nieta del exministro Leonardo Canal González. Por su parte, Nydia Quintero se casó nuevamente con el empresario Gustavo Balcázar Monzón, su cónyuge desde 1985 hasta su  fallecimiento en 2025. 
Su hijo mayor, Julio César Turbay Quintero, fue congresista y contralor general de Colombia en el período 2005-2009. Fue candidato a la Gobernación de Cundinamarca en el 2003 y es el padre del aspirante al congreso por el Partido Liberal Julio César Turbay III.  Estuvo casado en primeras nupcias con una de las hijas de su futura madrastra, Amparo Canal.
Su segunda hija, Diana Turbay Quintero, fue periodista y su secretaria personal siendo presidente de Colombia. Falleció en enero de 1991, después de ser herida de muerte durante el intento de rescate de manos del Cartel de Medellín.    
De su primer matrimonio Diana Turbay Quintero tuvo a María Carolina Hoyos Turbay, viceministra de las TIC en el gobierno de Juan Manuel Santos, y directora de la Fundación Solidaridad por Colombia, creada por su abuela en 1975. Fue directora de la Fundación Matamoros, que ayuda a veteranos del conflicto armado colombiano. De su segundo matrimonio con  el político y empresario Miguel Uribe Londoño tuvo al  senador Miguel Uribe Turbay. Durante el proceso de negociaciones de paz con el M 19 fue la compañera de Carlos Alonso Lucio.  
Claudia Turbay Quintero, su tercera hija, es periodista y fue embajadora en Uruguay en el primer gobierno de Álvaro Uribe Vélez. 
María Victoria Turbay Quintero, su cuarta hija, es abogada y política. Fue candidata al Concejo de Bogotá por Cambio Radical en el 2003.

## En la ficción
Víctor Hugo Morant interpretó al político en la serie Escobar el Patrón del Mal, del 2012. Su interpretación coincidió con las escenas del secuestro de Diana Turbay, interpretada por Liesel Potdevin.